# Prvenstvo LjNP 1920-1921
Il Prvenstvo Ljubljanske nogometne podzveze 1920./21. (it. "Campionato della sottofederazione calcistica di Lubiana 1920-21") fu la seconda edizione del campionato organizzato dalla Ljubljanska nogometna podzveza (LNP).
Questa edizione fu divisa in due fasi: una autunnale ed una primaverile, ed ambedue vennero vinte dal Ilirija, al suo secondo e terzo titolo nella LNP.
L'Ilirija avrebbe dovuto accedere al Državno prvenstvo (campionato nazionale) per designare la squadra campione, ma nel 1921 questo torneo non si tenne.

## Autunno 1920

### Lubiana

#### Prima classe
|         | Risultati |                | Luogo e data             |
| ------- | --------- | -------------- | ------------------------ |
| Ilirija | 9−1       | Slovan Lubiana | Lubiana, 17 ottobre 1920 |
|         |           |                |                          |

#### Seconda classe
|  | Pos. | Squadra    | Pt                                  | G                                   | V                                   | N                                   | P                                   | GF                                  | GS                                  | QR                                  |
|  | ---- | ---------- | ----------------------------------- | ----------------------------------- | ----------------------------------- | ----------------------------------- | ----------------------------------- | ----------------------------------- | ----------------------------------- | ----------------------------------- |
|  | 1.   | Svoboda    | 6                                   | 4                                   | 3                                   | 0                                   | 1                                   | 7                                   | 4                                   | 1,750                               |
|  | 2.   | Hermes     | 4                                   | 4                                   | 2                                   | 0                                   | 2                                   | 8                                   | 4                                   | 2,000                               |
|  | 3.   | Primorje   | 4                                   | 4                                   | 2                                   | 0                                   | 2                                   | 5                                   | 4                                   | 1,250                               |
|  | 4.   | Jadran     | 4                                   | 4                                   | 2                                   | 0                                   | 2                                   | 6                                   | 7                                   | 0,857                               |
|  | 5.   | Sparta     | 2                                   | 4                                   | 1                                   | 0                                   | 3                                   | 2                                   | 9                                   | 0,222                               |
|  | 6.   | Sava Kranj | Ha rinunciato dopo la prima partita | Ha rinunciato dopo la prima partita | Ha rinunciato dopo la prima partita | Ha rinunciato dopo la prima partita | Ha rinunciato dopo la prima partita | Ha rinunciato dopo la prima partita | Ha rinunciato dopo la prima partita | Ha rinunciato dopo la prima partita |

### Celje

#### Prima classe
|                                                                 | Risultati |                | Luogo e data           |
| --------------------------------------------------------------- | --------- | -------------- | ---------------------- |
| Celje                                                           | 2−0       | Athletik Celje | Celje, 24 ottobre 1920 |
| La vincitrice della seconda classe ha sfidato il Athletik Celje |           |                |                        |

#### Seconda classe
| | Pos. | Squadra            | Pt | G | V | N | P | GF | GS | QR     |
| --- | ---- | ------------------ | -- | - | - | - | - | -- | -- | ------ |
| | 1.   | Celje              | 6  | 3 | 3 | 0 | 0 | 18 | 1  | 18,000 |
| | 2.   | Svoboda Celje (−2) | 2  | 3 | 2 | 0 | 1 | 12 | 4  | 3,000  |
| | 3.   | ASK Vojnik         | 2  | 3 | 1 | 0 | 2 | 3  | 11 | 0,272  |
| | 4.   | Slavija Celje      | 0  | 3 | 0 | 0 | 3 | 1  | 18 | 0,055  |
| Svoboda penalizzato di 2 punti per aver utilizzato un giocatore in posizione irregolare contro il Celje |      |                    |    |   |   |   |   |    |    |        |

### Maribor

#### Prima classe
| | Pos. | Squadra       | Pt | G | V | N | P | GF | GS | QR    |
| --- | ---- | ------------- | -- | - | - | - | - | -- | -- | ----- |
| | 1.   | Rapid Marburg | 5  | 3 | 2 | 1 | 0 | 14 | 5  | 2,800 |
| | 2.   | Hertha        | 3  | 3 | 1 | 2 | 0 | 8  | 7  | 1,142 |
| | 3.   | Rote Elf      | 2  | 3 | 1 | 0 | 2 | 9  | 9  | 1,000 |
| | 4.   | 1.SŠK Maribor | 1  | 3 | 0 | 1 | 2 | 2  | 12 | 0,166 |
| 26.09.1920. SSK Maribor – Rote Elf 1–4 03.10.1920. Rapid – SSK Maribor 7–0 10.10.1920. Hertha – Rote Elf 4–3 17.10.1920. Rapid – Rote Elf 4–2 24.10.1920. Hertha – SSK Maribor 1–1 31.10.1920. Rapid – Hertha 3–3 |      |               |    |   |   |   |   |    |    |       |

#### Seconda classe
|                  | Risultati |         | Luogo e data             |
| ---------------- | --------- | ------- | ------------------------ |
| SV Vesna Maribor | 4−0       | SK Ptuj | Maribor, 31 ottobre 1920 |

### Fase finale autunno

#### Classifica
|                   | Pos. | Squadra       | Pt | G | V | N | P | GF | GS | QR    |
| ----------------- | ---- | ------------- | -- | - | - | - | - | -- | -- | ----- |
|                   | 1.   | Ilirija       | 4  | 2 | 2 | 0 | 0 | 19 | 2  | 9,500 |
|                   | 2.   | Rapid Marburg | 2  | 2 | 1 | 0 | 1 | 5  | 6  | 0,833 |
|                   | 3.   | Celje         | 0  | 2 | 0 | 0 | 2 | 2  | 18 | 0,111 |
| Fonte: exyufudbal |      |               |    |   |   |   |   |    |    |       |

#### Risultati
01.11.1920. Rapid – Celje 5–0
07.11.1920. Celje – Ilirija 2–13
14.11.1920. Rapid – Ilirija 0–6

## Primavera 1921

### Lubiana

#### Prima classe
|                                    | Pos. | Squadra | Pt       | G        | V        | N        | P        | GF       | GS       | QR       |
| ---------------------------------- | ---- | ------- | -------- | -------- | -------- | -------- | -------- | -------- | -------- | -------- |
|                                    | 1.   | Ilirija | 2        | 1        | 1        | 0        | 0        | 12       | 0        | 0        |
|                                    | 2.   | Svoboda | 0        | 1        | 0        | 0        | 1        | 0        | 12       | 0        |
|                                    | 6.   | Slovan  | Ritirato | Ritirato | Ritirato | Ritirato | Ritirato | Ritirato | Ritirato | Ritirato |
| 12.06.1921. Ilriija – Svoboda 12–0 |      |         |          |          |          |          |          |          |          |          |

#### Seconda classe
|  | Pos. | Squadra  | Pt | G | V | N | P | GF | GS | QR    |
|  | ---- | -------- | -- | - | - | - | - | -- | -- | ----- |
|  | 1.   | Primorje | 7  | 4 | 3 | 1 | 0 | 19 | 4  | 4,750 |
|  | 2.   | Sparta   | 7  | 4 | 3 | 1 | 0 | 15 | 5  | 3,000 |
|  | 3.   | Jadran   | 4  | 4 | 2 | 0 | 2 | 7  | 4  | 1,750 |
|  | 4.   | Hermes   | 2  | 4 | 1 | 0 | 3 | 6  | 14 | 0,428 |
|  | 5.   | LASK     | 0  | 4 | 0 | 0 | 4 | 0  | 20 | 0,000 |

### Celje
|                | Risultati |       | Luogo e data          |
| -------------- | --------- | ----- | --------------------- |
| Athletik Celje | 3−0       | Celje | Celje, 29 giugno 1921 |

### Maribor

#### Prima classe
| | Pos. | Squadra       | Pt | G | V | N | P | GF | GS | QR     |
| --- | ---- | ------------- | -- | - | - | - | - | -- | -- | ------ |
| | 1.   | 1.SŠK Maribor | 4  | 2 | 2 | 0 | 0 | 10 | 1  | 10,000 |
| | 2.   | Rapid Marburg | 2  | 2 | 1 | 0 | 1 | 4  | 4  | 1,000  |
| | 3.   | Rote Elf/MAK  | 0  | 2 | 0 | 0 | 2 | 2  | 11 | 0,181  |
| 24.04.1921. Rapid – Rote Elf 4–1 15.05.1921. 1SSK Maribor –Rapid 3–0 22.05.1921. 1SSK Maribor – MAK 7–1 |      |               |    |   |   |   |   |    |    |        |

#### Seconda classe
|  | Pos. | Squadra | Pt | G | V | N | P | GF | GS | QR    |
|  | ---- | ------- | -- | - | - | - | - | -- | -- | ----- |
|  | 1.   | Korotan | 4  | 2 | 2 | 0 | 0 | 4  | 2  | 2,000 |
|  | 2.   | Svoboda | 2  | 2 | 1 | 0 | 1 | 4  | 2  | 2,000 |
|  | 3.   | SK Ptuj | 0  | 2 | 0 | 0 | 2 | 3  | 7  | 0,428 |

### Fase finale primavera
| Data              | Partita                        | Ris. |
| ----------------- | ------------------------------ | ---- |
| SEMIFINALI        |                                |      |
| 03.07.1921        | 1.SŠK Maribor – Athletik Celje | 1–2  |
| Ilirija esentato  |                                |      |
| FINALE            |                                |      |
| 17.07.1921        | Athletik Celje – Ilirija       | 4–4  |
| 25.09.1921        | Athletik Celje – Ilirija       | 1–1  |
| 02.10.1921        | Ilirija – Athletik Celje       | 7–2  |
| Fonte: exyufudbal |                                |      |